# Энергетика Смоленской области
Энергетика Смоленской области — сектор экономики региона, обеспечивающий производство, транспортировку и сбыт электрической и тепловой энергии. По состоянию на конец 2020 года, на территории Смоленской области эксплуатировались четыре электростанции общей мощностью 3995 МВт, в том числе одна атомная электростанция и три тепловые электростанции. В 2020 году они произвели 24 606 млн кВт·ч электроэнергии. Особенностью энергетики региона является резкое доминирование одной электростанции — Смоленской АЭС, на которую приходится около 90 % всей выработки электроэнергии.

## История
Начало использования электроэнергии на территории современной Смоленской области датируется концом 19 века. Изначально это были небольшие энергоустановки, приводимые в действие паровыми машинами и использовавшимися для энергоснабжения конкретных предприятий. В 1898 году такие энергоустановки были пущены на изразцовом заводе Будникова, на Ярцевской прядильно-ткацкой фабрике, на Смоленском пивоваренном заводе и на катушечной фабрике. Первая электростанция общего пользования заработала в Смоленске в 1901 году, её мощность составляла 300 кВт, в состав её оборудования входили две паровые машины с генераторами, вырабатывавшими постоянный ток. Электростанция позволила наладить в городе уличное электрическое освещение, обеспечить работу смоленского трамвая, подключить частных абонентов. Мощность станции неоднократно увеличивалась и в 1925 году составляла 935 кВт.
Летом 1930 года в соответствии с планом ГОЭЛРО началось строительство первой крупной электростанции региона — Смоленской городской электростанции (позднее переименованной в Смоленскую ТЭЦ-1). Первый турбоагрегат новой станции был пущен в 1933 году, а в 1938 году её мощность достигла 10 МВт. Ввод станции в эксплуатацию позволил перевести Смоленск на энергоснабжение переменным током. В годы Великой Отечественной войны оборудование Смоленской ТЭЦ-1 было частично эвакуировано, а её здание взорвано при отступлении немецкими войсками. Восстановленная станция была вновь пущена в 1948 году, а до этого момента энергоснабжение города обеспечивали энергопоезда. В 1958 году мощность Смоленской ТЭЦ-1 достигла 22 МВт. Смоленская ТЭЦ-1 вырабатывала электроэнергию до 1967 года, после чего турбоагрегаты были демонтированы и станция стала эксплуатироваться как котельная. В 1939 году была введена в эксплуатацию небольшая Рославльская ТЭЦ.
С начала 1950-х годов велась активная работа по электрификации сельских районов, первоначально с использованием небольших местных электростанций — так, к 1956 году в Смоленской области имелись 772 электростанции общей мощностью 35,9 МВт. По мере подключения сельских населённых пунктов к централизованному энергоснабжению мелкие неэффективные станции выводились из эксплуатации, этот процесс был завершён в 1970 году. В 1957 году был пущен первый турбоагрегат Дорогобужской ГРЭС (ныне Дорогобужская ТЭЦ), в 1959 году было завершено строительство первой очереди станции мощностью 125 МВт в составе трёх турбоагрегатов и пяти котлоагрегатов, в 1967 году были пущены ещё один турбоагрегат мощностью 60 МВт и котлоагрегат. В 1958 году было создано Смоленское энергетическое управление (с 1963 года — РЭУ «Смоленскэнерго»), в состав которого вошли Смоленская ТЭЦ-1, Рославльская ТЭЦ, Дорогобужская ТЭЦ и электрические сети.
В 1973 году был пущен первый турбоагрегат мощностью 60 МВт Смоленской ТЭЦ-2, на полную мощность станция, ставшая главным источником теплоснабжения Смоленска, была выведена в 1982 году. В 1970 году было начато строительство Смоленской ГРЭС, энергоблоки которой были пущены в 1978, 1979 и 1985 годах. В 1971 году было начато строительство крупнейшего энергообъекта региона — Смоленской АЭС, первый энергоблок которой был введён в эксплуатацию в 1982 году, второй — в 1985 году и третий — в 1990 году. Начатое строительство четвёртого энергоблока завершено не было. В 2005 году была проведена модернизация Дорогобужской ТЭЦ с вводом в эксплуатацию двух газотурбинных установок мощностью по 6 МВт. Перспективы развития энергетики региона связаны с планируемым строительством Смоленской АЭС-2, предназначенной для замещения выбывающих мощностей Смоленской АЭС. На Смоленской АЭС будет применён проект ВВЭР-ТОИ, аналогичный сооружаемому на Курской АЭС-2. Новые энергоблоки общей мощностью 2510 мегаватт планируются к постройке в 6 км от действующих энергоблоков станции.

## Генерация электроэнергии
По состоянию на конец 2020 года, на территории Смоленской области эксплуатировались четыре электростанции общей мощностью 3995 МВт. В их числе одна атомная электростанция — Смоленская АЭС и три тепловые электростанции — Смоленская ГРЭС, Смоленская ТЭЦ-2 и Дорогобужская ТЭЦ. Особенностью энергетики региона является доминирование одной станции — Смоленской АЭС, обеспечивающей около 90 % выработки электроэнергии.

### Смоленская АЭС
Расположена у г. Десногорск, крупнейшая электростанция региона и единственный источник теплоснабжения города. Энергоблоки Смоленской АЭС введены в эксплуатацию в 1983—1990 годах. Установленная электрическая мощность станции — 3000 МВт, тепловая мощность — 600 Гкал/ч, фактическая выработка электроэнергии в 2019 году — 19 992,1 млн кВт·ч. Оборудование станции включает в себя три энергоблока с реакторами РБМК-1000 мощностью по 1000 МВт, две теплофикационные установки и пуско-резервную котельную с двумя водогрейными котлами. Принадлежит АО «Концерн Росэнергоатом».

### Смоленская ГРЭС
Расположена в пос. Озёрный Духовщинского района. Блочная паротурбинная электростанция, в качестве топлива использует природный газ и в небольшом количестве каменный уголь. Турбоагрегаты станции введены в эксплуатацию в 1978—1985 годах. Установленная электрическая мощность Смоленской ГРЭС — 630 МВт, тепловая мощность — 66 Гкал/час. Фактическая выработка электроэнергии в 2019 году — 1386,6 млн кВт·ч. Оборудование станции включает в себя три турбоагрегата мощностью по 210 МВт и три котлоагрегата. Принадлежит ПАО «Юнипро»

### Смоленская ТЭЦ-2
Расположена в г. Смоленске, крупнейший источник теплоснабжения города. Паротурбинная теплоэлектроцентраль в качестве топлива использует природный газ. Турбоагрегаты станции введены в эксплуатацию в 1973—1982 годах. Установленная электрическая мощность станции — 275 МВт, тепловая мощность — 774 Гкал/час. Фактическая выработка электроэнергии в 2019 году — 991,8 млн кВт·ч. Оборудование станции включает в себя три турбоагрегата мощностью 60 МВт, 105 МВт и 110 МВт, пять котлоагрегатов и три водогрейных котла. Принадлежит ПАО «Квадра»

### Дорогобужская ТЭЦ
Расположена в п.Верхнеднепровский Дорогобужского района, обеспечивает теплоснабжение посёлка и города Дорогобуж. Старейшая ныне действующая электростанция региона. Теплоэлектроцентраль смешанной конструкции, включает в себя паротурбинную и газотурбинную часть, в качестве топлива использует природный газ и в незначительном количестве каменный уголь. Турбоагрегаты станции введены в эксплуатацию в 1957—2005 годах. Установленная электрическая мощность станции — 90 МВт, тепловая мощность — 242,2 Гкал/час. Фактическая выработка электроэнергии в 2019 году — 86,5 млн кВт·ч. Оборудование паротурбинной части станции включает два турбоагрегата мощностью 18 МВт и 60 МВт, а также четыре котлоагрегата, газотурбинной части — две газотурбинные установки мощностью по 6 МВт и два котла-утилизатора. Принадлежит ООО «Дорогобужская ТЭЦ».

## Потребление электроэнергии
Потребление электроэнергии в Смоленской области (с учётом потребления на собственные нужды электростанций и потерь в сетях) в 2020 году составило 6327 млн кВт·ч, максимум нагрузки — 1007 МВт. Таким образом, Смоленская область является энергоизбыточным регионом. В структуре потребления электроэнергии в регионе лидирует промышленность — около 28 %, потребление населением составляет около 15 %, сфера услуг — 10 %. Крупнейшие потребители электроэнергии (по итогам 2019 года): ОАО «РЖД» — 276 млн кВт·ч, ПАО «Дорогобуж» — 250 млн кВт·ч, Литейно-прокатный завод — 235 млн кВт·ч. Функции гарантирующего поставщика электроэнергии выполняет АО «АтомЭнергоСбыт».

## Электросетевой комплекс
Энергосистема Смоленской области входит в ЕЭС России, являясь частью Объединённой энергосистемы Центра, находится в операционной зоне филиала АО «СО ЕЭС» — «Региональное диспетчерское управление энергосистем Смоленской, Брянской и Калужской областей» (Смоленское РДУ). Энергосистема региона связана с энергосистемами Псковской области по одной ВЛ 330 кВ, Тверской области по одной ВЛ 220 кВ и одной ВЛ 110 кВ, Московской области по трём ВЛ 110 кВ, Калужской области по одной ВЛ 500 кВ и одной ВЛ 220 кВ, Рязанской области по одной ВЛ 500 кВ, Брянской области по одной ВЛ 750 кВ и одной ВЛ 110 кВ, Белоруссии по одной ВЛ 750 кв, двум ВЛ 330 кВ и одной ВЛ 110 кВ.
Общая протяжённость линий электропередачи напряжением 0,4—750 кВ составляет 47 543,3 км, в том числе линий электропередачи напряжением 750 кВ — 141,2 км, 550 кВ — 42,1 км, 330 кВ — 517,8 км, 220 кВ — 677,6 км, 110 кВ — 3208,2 км, 35 кВ — 5240,9 км, 6-20 кВ — 21 650,9 км, 0,4 кВ — 16 064,6 км. Магистральные линии электропередачи напряжением 220—750 кВ эксплуатируются филиалом ПАО «ФСК ЕЭС» — «Новгородское ПМЭС», распределительные сети напряжением 110 кВ и ниже — филиалом ПАО «Россети Центр» — «Смоленскэнерго» (в основном) и ОАО «РЖД».